# اریک سرکی
اریک سرکی (فرانسوی: Éric Srecki‎؛ زادهٔ ۲ ژوئیهٔ ۱۹۶۴) شمشیرباز اهل فرانسه است.
وی در مسابقات کشوری و بین‌المللی در مجموع برندهٔ ۲ مدال طلا، ۱ مدال نقره، ۱ مدال برنز شده‌است.